# Hokej na lodzie na Zimowych Igrzyskach Olimpijskich 2018
Hokej na lodzie na Zimowych Igrzyskach Olimpijskich 2018 w Pjongczangu, w Korei Południowej – w ramach tej dyscypliny zorganizowano dwa osobne turnieje. Turniej kobiet odbył się w dniach 10-22 lutego (8 uczestniczących reprezentacji), a mężczyzn w dniach 14-25 lutego (12 uczestniczących reprezentacji). Spotkania odbyły się w halach Gangneung Hockey Centre oraz Catholic Kwandong University Gymnasium w mieście Gangneung.
Po raz pierwszy od 1994 w igrzyskach nie wystąpili gracze NHL. Mimo wielomiesięcznych negocjacji władze NHL nie przystały na propozycje IIHF i MKOl dotyczące sfinansowania (przeloty, koszty pobytu, ubezpieczenia) udziału graczy NHL w igrzyskach. 3 kwietnia 2017 komisarz NHL Gary Bettman poinformował, że w kalendarzu NHL nie przewiduje się przerwy w rozgrywkach na czas igrzysk.

## Zestawienie medalistów
| Konkurencja      | Mistrz IO 2014 | Złoto                | Srebro | Brąz      |
| Turniej kobiet   | Kanada         | Stany Zjednoczone    | Kanada | Finlandia |
| Turniej mężczyzn | Kanada         | Olimpijczycy z Rosji | Niemcy | Kanada    |

## Turniej kobiet
Do turnieju zakwalifikowało się osiem drużyn, które podzielono na dwie grupy po cztery zespoły.
| Grupa A - Finlandia - Kanada - Olimpijki rosyjskie - Stany Zjednoczone |  | Grupa B - Japonia - Korea - Szwajcaria - Szwecja |

## Turniej mężczyzn
Uczestników turnieju podzielono do trzech czterozespołowych grup:
| Grupa A - Czechy - Kanada - Korea Południowa - Szwajcaria |  | Grupa B - Olimpijczycy rosyjscy - Słowacja - Słowenia - Stany Zjednoczone |  | Grupa C - Finlandia - Niemcy - Norwegia - Szwecja |